# Petriwka (rejon mohylowski)
Petriwka (ukr. Петрівка) – wieś na Ukrainie, w obwodzie winnickim, w rejonie mohylowskim. Założona w 1928.

## Źródła
- Rada Najwyższa Ukrainy